# Caelatura speculabunda
Caelatura speculabunda is een slakkensoort uit de familie van de Barleeiidae. De wetenschappelijke naam van de soort is voor het eerst geldig gepubliceerd in 2002 door Absalão.